# Europejskie Igrzyska Halowe w Lekkoatletyce 1966
I Europejskie Igrzyska Halowe odbyły się 27 marca 1966 w Dortmundzie w hali Westfalenhalle. Polacy nie startowali.

## Klasyfikacja medalowa
| Pozycja | Państwo         | złoto | srebro | brąz | razem |
| ------- | --------------- | ----- | ------ | ---- | ----- |
| 1.      | RFN             | 5     | 5      | 7    | 17    |
| 2.      | ZSRR            | 5     | 3      | 3    | 11    |
| 3.      | Węgry           | 3     | 0      | 1    | 4     |
| 4.      | NRD             | 2     | 4      | 0    | 6     |
| 5.      | Wielka Brytania | 2     | 2      | 1    | 5     |
| 6.      | Rumunia         | 2     | 0      | 0    | 2     |
| 7.      | Włochy          | 1     | 1      | 0    | 2     |
| 8.      | Irlandia        | 1     | 0      | 1    | 2     |
| 9.      | Czechosłowacja  | 0     | 4      | 4    | 8     |
| 10.     | Jugosławia      | 0     | 2      | 0    | 2     |
| 11.     | Szwecja         | 0     | 0      | 2    | 2     |
| 12.     | Belgia          | 0     | 0      | 1    | 1     |
| Razem   | Razem           | 21    | 21     | 20   | 62    |

## mężczyźni

### konkurencje biegowe
| konkurencja                            | złoto                                                                  | złoto  | srebro                                                                        | srebro | brąz                                                                                 | brąz   |
| -------------------------------------- | ---------------------------------------------------------------------- | ------ | ----------------------------------------------------------------------------- | ------ | ------------------------------------------------------------------------------------ | ------ |
| Bieg na 60 m (szczegóły)               | Barrie Kelly · Wielka Brytania                                         | 6,6    | Heinz Erbstößer · NRD                                                         | 6,6    | Wiktor Kasatkin · ZSRR                                                               | 6,6    |
| Bieg na 400 m (szczegóły)              | Hartmut Koch · NRD                                                     | 47,9   | Manfred Kinder · RFN                                                          | 48,3   | Wasyl Anisimow · ZSRR                                                                | 49,0   |
| Bieg na 800 m (szczegóły)              | Noel Carroll · Irlandia                                                | 1:49,7 | Tomáš Jungwirth · Czechosłowacja                                              | 1:50,8 | Herbert Missalla · RFN                                                               | 1:51,0 |
| Bieg na 1500 m (szczegóły)             | John Whetton · Wielka Brytania                                         | 3:43,8 | Oleg Rajko · ZSRR                                                             | 3:46,7 | Ulf Högberg · Szwecja                                                                | 3:47,2 |
| Bieg na 3000 m (szczegóły)             | Harald Norpoth · RFN                                                   | 7:56,0 | Siegfried Herrmann · NRD                                                      | 7:57,2 | István Kiss · Węgry                                                                  | 8:05,0 |
| Bieg na 60 m przez płotki (szczegóły)  | Eddy Ottoz · Włochy                                                    | 7,7 WR | Mike Parker · Wielka Brytania                                                 | 7,8    | Hinrich John · RFN                                                                   | 7,9    |
| Sztafeta 4 × 2 okrążenia (szczegóły)   | RFN · Jörg Jüttner · Rainer Kunter · Hans Reinermann · Jens Ulbricht   | 2:30,1 | Czechosłowacja · Miroslav Veruk · Juraj Demeč · Ladislav Kříž · Josef Trousil | 2:31,0 | –                                                                                    | –      |
| Sztafeta 4+3+2+1 okrążenie (szczegóły) | RFN · Leonhard Händl · Werner Krönke · Rolf Krüsmann · Jürgen Schröter | 3:22,0 | Włochy · Bruno Bianchi · Sergio Bello · Sergio Ottolina · Ippolito Giani      | 3:22,2 | Belgia · Werner Dyzers · Willy Vandenwyngaerden · Georges Wynants · Albert Van Hoorn | 3:27,2 |

### konkurencje techniczne
| konkurencja                | złoto                     | złoto   | srebro                          | srebro | brąz                            | brąz  |
| -------------------------- | ------------------------- | ------- | ------------------------------- | ------ | ------------------------------- | ----- |
| Skok wzwyż (szczegóły)     | Wałerij Skworcow · ZSRR   | 2,17    | Wolfgang Schillkowski · RFN     | 2,11   | Kjell-Åke Nilsson · Szwecja     | 2,08  |
| Skok o tyczce (szczegóły)  | Hennadij Błyznecow · ZSRR | 4,90    | Rudolf Tomášek · Czechosłowacja | 4,80   | Reiner Liese · RFN              | 4,70  |
| Skok w dal (szczegóły)     | Igor Ter-Owanesian · ZSRR | 8,23 WR | Armin Baumert · RFN             | 7,79   | Jochen Eigenherr · RFN          | 7,63  |
| Trójskok (szczegóły)       | Șerban Ciochină · Rumunia | 16,43   | Michael Sauer · RFN             | 16,35  | Petr Nemšovský · Czechosłowacja | 16,28 |
| Pchnięcie kulą (szczegóły) | Vilmos Varjú · Węgry      | 19,05   | Dieter Hoffmann · NRD           | 18,25  | Jiří Skobla · Czechosłowacja    | 18,08 |

## kobiety

### konkurencje biegowe
| konkurencja                           | złoto                                                                    | złoto  | srebro                                                                             | srebro | brąz                                                                                 | brąz   |
| ------------------------------------- | ------------------------------------------------------------------------ | ------ | ---------------------------------------------------------------------------------- | ------ | ------------------------------------------------------------------------------------ | ------ |
| Bieg na 60 m (szczegóły)              | Margit Nemesházi · Węgry                                                 | 7,3    | Galina Mitrochina · ZSRR                                                           | 7,3    | Mary Rand · Wielka Brytania                                                          | 7,4    |
| Bieg na 400 m (szczegóły)             | Helga Henning · RFN                                                      | 56,9   | Libuše Macounová · Czechosłowacja                                                  | 57,2   | Maeve Kyle · Irlandia                                                                | 57,3   |
| Bieg na 800 m (szczegóły)             | Zsuzsa Szabó-Nagy · Węgry                                                | 2:07,9 | Karin Kessler · RFN                                                                | 2:10,8 | Marie Ingrová · Czechosłowacja                                                       | 2:11,6 |
| Bieg na 60 m przez płotki (szczegóły) | Irina Press · ZSRR                                                       | 8,1    | Gundula Diel · NRD                                                                 | 8,4    | Inge Schell · RFN                                                                    | 8,4    |
| Sztafeta 4 × 1 okrążenie (szczegóły)  | RFN · Renate Meyer · Erika Rost · Hannelore Trabert · Kirsten Roggenkamp | 1:18,4 | Jugosławia · Ljiljana Petnjarić · Marijana Lubej · Jelisaveta Đanić · Olga Šikovec | 1:21,7 | Czechosłowacja · Libuše Macounová · Alena Hiltscherová · Eva Kucmanová · Eva Lehocká | 1:22,3 |

### konkurencje techniczne
| konkurencja                | złoto                       | złoto   | srebro                      | srebro | brąz                    | brąz  |
| -------------------------- | --------------------------- | ------- | --------------------------- | ------ | ----------------------- | ----- |
| Skok wzwyż (szczegóły)     | Iolanda Balaș · Rumunia     | 1,76    | Olga Pulić · Jugosławia     | 1,73   | Ilia Hans · RFN         | 1,65  |
| Skok w dal (szczegóły)     | Tatjana Szczełkanowa · ZSRR | 6,73 WR | Mary Rand · Wielka Brytania | 6,53   | Heide Rosendahl · RFN   | 6,49  |
| Pchnięcie kulą (szczegóły) | Margitta Gummel · NRD       | 17,30   | Tamara Press · ZSRR         | 17,00  | Nadieżda Cziżowa · ZSRR | 16,95 |

## Objaśnienia skrótów
WR – rekord świata